# L'Olimpiade (Cimarosa)
L'Olimpiade è un dramma per musica in due atti composto da Domenico Cimarosa sui versi di Pietro Metastasio (L'Olimpiade). L'opera fu scritta per l'inaugurazione del Teatro Eretenio di Vicenza, dove andò in scena il 10 luglio 1784.

## Prime rappresentazioni e fortune dell'opera
Nella prima figuravano personalità di spicco dell'epoca, fra cui la prima donna Franziska Danzi Le Brun (sorella del compositore Franz Danzi), il castrato Luigi Marchesi e Matteo Babini e sia i costumi che la scena furono straordinari. Fu dunque una rappresentazione che ebbe un grande successo e rese l'inaugurazione del teatro famosa in tutta Italia.
Precedentemente scritto da Metastasio per essere musicato da Antonio Caldara nel 1733, la struttura del dramma fu leggermente modificata: il secondo e il terzo atto vennero riuniti in uno solo. Inoltre, il tentato omicidio a Clistene, che nell'originale metastasiano veniva solo raccontato, in quest'edizione viene rappresentato in scena. I migliori pezzi dell'opera sono il finale concertato a cinque voci e Nel lasciarti, o prence amato, definita una delle migliori arie di Cimarosa.
Nel 2001 in occasione del bicentenario della morte di Cimarosa a Venezia al Teatro Malibran per il Teatro La Fenice vi fu la prima messa in scena de L'Olimpiade in tempi moderni, eseguita dall'Orchestra Barocca di Venezia e sotto la direzione di Andrea Marcon con Patrizia Ciofi, Anna Bonitatibus e Ermonela Jaho.

## Personaggi e interpreti

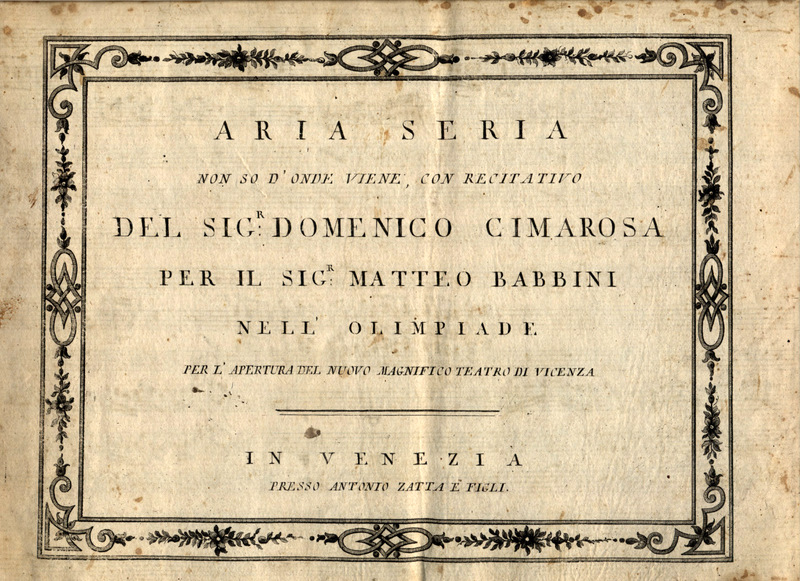
Aria Seria - collezione Francesco Paolo Frontini

| Personaggio | Tipologia vocale | Primi interpreti,       |
| ----------- | ---------------- | ----------------------- |
| Clistene    | tenore           | Matteo Babini           |
| Aristea     | soprano          | Franziska Danzi Le Brun |
| Argene      | soprano          | Rosa Rota               |
| Licida      | soprano castrato | Giuseppe Benigni        |
| Megacle     | soprano castrato | Luigi Marchesi          |
| Aminta      | tenore           | Giuseppe Desirò         |